# 世界動物の日
世界動物の日（せかいどうぶつのひ、World Animal Day）とは、動物愛護・動物保護のための世界的な記念日である。毎年10月4日。この日には、世界各地で動物愛護・動物保護のための様々な活動が行われる。
世界動物の日は1931年にイタリア・フィレンツェで開かれた「国際動物保護会議」で制定された 10月4日が選ばれたのは、この日がアッシジのフランチェスコの聖名祝日であるためである。アッシジのフランチェスコは、神の前では人も動物も、あらゆる神の被造物は神を父とする兄弟姉妹であり、平等であると説いた。世界の多くの教会では、10月4日に近い日曜日に動物のための祝福を行う。
今日では世界動物の日はキリスト教の聖名祝日を越えて、あらゆる宗教・信条・国籍の動物愛好者によって祝われている。動物への祝福は、教会やシナゴーグで、また、公園などで独立の牧師によって行われている。 アニマル保護シェルターでは基金調達のためのイベントと施設の一般公開が行われる。野生生物保護団体は情報を展示するためのイベントを開催する。